# Tribunal Constitucional Federal de Alemania
El Tribunal Constitucional Federal Alemán (en alemán: Bundesverfassungsgericht, abreviado BVG o BVerfG) es el órgano constitucional encargado del control de constitucionalidad de las leyes en la República Federal de Alemania. Tiene su sede en la ciudad de Karlsruhe. Está compuesto por dos senados, cada uno de los cuales tiene ocho miembros, de los que cuatro son elegidos por un comité del Bundestag y otros cuatro por el Bundesrat, siempre con mayoría de dos tercios. Esta mayoría reforzada hace necesarios acuerdos o compromisos de la mayoría política con la oposición, con lo cual se pretende garantizar la independencia política y la imparcialidad de los jueces. Generalmente, las personalidades elegidas no pertenecen a ningún partido político.
El Tribunal Constitucional Federal puede ser apelado por los demás órganos constitucionales, pero también por individuos si consideran que la actividad legislativa, administrativa o judicial de un órgano estatal lesiona sus derechos fundamentales. 
Actualmente, el presidente de este órgano es el juez Stephan Harbarth.

## Funciones
Las funciones del Tribunal Constitucional Federal están enumeradas en la Constitución alemana y el §13 de la Ley Orgánica del Tribunal Constitucional y se limitan a las áreas de derecho constitucional e internacional. Además de sus funciones a escala federal puede ser competente en litigios sobre la interpretación de la constitución de un estado federado, siempre que la constitución de este estado federado lo prevea (como, por ejemplo, Schleswig-Holstein). El Tribunal Constitucional Federal no es competente en litigios que se refieran a la Unión Europea o sus tratados (competencia exclusiva del Tribunal de Justicia de la Unión Europea), excepto cuando éstos afectan también a la interpretación de la Constitución alemana. En este sentido, la sentencia del 5 de mayo de 2020, consideró "ultra vires" un acto comunitario y la Sentencia Weiss del Tribunal de Justicia, por haber excedido las competencias otorgadas por los Estados miembros.
Las funciones principales del Tribunal Constitucional Federal son:
- Recurso de amparo constitucional: La Constitución alemana admite el recurso de amparo constitucional a cualquier ciudadano (incluyendo personas jurídicas) que se vea lesionado en sus derechos constitucionales por acciones estatales (ejecutivas, legislativas o jurídicas). Sin embargo, el Tribunal Constitucional no es una simple instancia de revisión y no puede entrar en acción cuando una querella jurídica no afecta a cuestiones constitucionales.

- Control de constitucionalidad de la ley bajo la forma de control normativo concreto: El Tribunal Constitucional Federal revisa la regularidad constitucional de una norma o ley a petición de los Tribunales Ordinarios de Justicia que conocen de una cuestión en litigio. La petición la realiza el Tribunal y no las partes en pugna.

- Control de constitucionalidad de la ley bajo la forma de control normativo abstracto: El Tribunal Constitucional Federal revisa la regularidad constitucional de una norma o ley aprobada, a petición del Gobierno Federal, el gobierno de un estado federado o al menos el 30% de los miembros del Bundestag. El control normativo abstracto se realiza independientemente de la existencia de litigios concretos y hace posible que la oposición parlamentaria haga comprobar la constitucionalidad de una ley o un tratado internacional.

- Resolución de conflictos de competencia entre distintos órganos estatales federales o entre el Estado federal y los estados federados.

- Declaración de inconstitucionalidad de partidos políticos y su disolución: A petición del Gobierno Federal, del Bundestag y del Bundesrat, el tribunal Constitucional Federal puede disolver a los partidos que no se ajusten al orden constitucional. Hasta el momento, esto sucedió sólo en dos ocasiones: en 1952 se declaró inconstitucional al Partido Socialista del Reich (un partido político considerado continuador del Partido Nazi) y en 1956, al Partido Comunista de Alemania. En 2003, un juicio de inconstitucionalidad contra el Partido Nacionaldemócrata de Alemania fracasó por cuestiones formales. En 2017, fracasó otro intento de ilegalizar al partido.

Además de estas atribuciones, el Tribunal Constitucional Federal posee otras establecidas en la Ley Orgánica que lo regula.